# Mas Lledó
Mas Lledó, o el Lledó d'Obiols, és una masia del municipi d'Avià inclosa en l'Inventari del Patrimoni Arquitectònic de Catalunya.

## Descripció
Masia d'aspecte senyorial orientada a llevant, de planta força complicada, ja que està formada per diversos cossos de diversa alçada, característiques diferents, etc. Aquests, però, estan units a l'esquema central per una estructura rectangular, coberta a dues aigües amb  teula àrab. Sobre aquest cos s'alça una torre quadrada amb tres arcs de mig punt a la part superior, la coberta de la qual és a quatre aigües de teula àrab. El parament és a base de pedres de dimensions petites, irregulars unides amb morter i deixades a la vista. També trobem carreus de majors dimensions als marcs d'algunes obertures. Destaquem el gran nombre d'obertures, hi ha un arc bigemminat de pedra a la segona planta, una galeria d'arcs de mig punt de pedra a les golfes, entre d'altres.
Actualment s'hi accedeix per la banda oposada.

## Història
La masia de Lledó és documentada des del segle xv i s'esmenta ja al fogatge de 1553: Parroquia y terme de St. Vicenç d'Abiols fogajat a 16 de octubre de 1553 per Franci Grauges balle com apar en cartes 262 (...) Joan Lledo. L'edifici correspon a diverses etapes constructives, que arriben al segle xx. La major part de la construcció pertany al s. XVIII i XX.